# 영화 장르
영화를 장르로 구분하기위한 명확한 정의가 있는 것은 아니다. 편의상 작품의 특징적인 요소를 자의적으로 꺼내 분류하고 있을 뿐이다. 그래서 분류 방법도 기준도 사람마다 달라지는 경우도 많다.
영화 장르는 내러티브 요소, 미학적 접근 또는 영화에 대한 감정적 반응의 유사성을 기반으로 하는 영화의 스타일적 또는 주제별 범주이다.
문학 장르 비평 이론을 크게 활용한 영화 장르는 일반적으로 "관습, 도상학, 설정, 내러티브, 캐릭터 및 배우"로 묘사된다. 톤, 테마/주제, 분위기, 형식, 대상 청중 또는 예산에 따라 영화를 분류할 수도 있다. 이러한 특성은 특정 장르에서 "반복과 변주를 통해 익숙한 캐릭터와 익숙한 상황을 통해 익숙한 이야기를 전달하는 상업 장편 영화"인 장르 영화에서 가장 두드러진다.
영화 장르는 필름 느와르에서 플래시백 및 로우 키 조명 사용과 같은 영화 제작 스타일 및 기술 사용에 영향을 미친다. 또한 로맨틱 멜로드라마를 위한 화려한 현악 오케스트라나 SF 영화를 위한 전자 음악과 같이 장르별로 영화 채점 규칙이 관련되어 있다. 장르는 또한 영화가 TV에서 방송되고, 광고되고, 비디오 대여점에서 구성되는 방식에도 영향을 미친다.
앨런 윌리엄스는 내러티브, 아방가르드, 다큐멘터리라는 세 가지 주요 장르 범주를 구분한다.
특정 장르가 확산되면서 영화 하위 장르도 등장할 수 있다. 예를 들어 법률 드라마는 법정 및 재판에 초점을 맞춘 영화를 포함하는 드라마의 하위 장르이다. 하위 장르는 종종 두 가지 개별 장르가 혼합되어 있다. 장르는 겉으로는 관련이 없어 보이는 장르와 합쳐져 하이브리드 장르를 형성할 수도 있으며, 인기 있는 조합에는 로맨틱 코미디와 액션 코미디 영화가 포함된다. 더 넓은 예로는 픽션과 논픽션(다큐멘터리)의 기본 범주를 통합한 다큐픽션과 다큐드라마가 있다.
장르는 고정되어 있지 않다. 시간이 지남에 따라 변화하고 진화하며 일부 장르는 크게 사라질 수 있다(예: 멜로드라마). 장르는 영화의 유형이나 범주를 지칭할 뿐만 아니라, 영화에 대한 관객의 기대, 그리고 일반적인 구조를 만드는 제도적 담론도 중요한 역할을 한다.

## 내용
- 액션 영화
- 범죄 영화
- SF 영화
- 코미디 영화
- 슬랩스틱 코미디 영화
- 로맨스 코미디
- 스릴러 영화
- 공포 영화
- 전쟁 영화
- 스포츠 영화
- 판타지 영화
- 음악 영화
- 뮤지컬 영화
- 멜로 영화

## 형식 및 양식
- 무성 영화
- 흑백 영화
- 유성 영화
- 특수 촬영 영화
- 3-D 영화
- 단편 영화
- 장편 영화

## 기타
- 컬트 영화
- 교육 영화
- 실험 영화
- B급 영화
- 패러디 영화
- 저예산 영화
- 엑스플로이테이션 영화
- 블랙스플로이테이션
- 독립 영화
- 애니메이션 영화

## 같이 보기
- 영화
- 장르 소설
- 문학 장르
- 음악 장르
- 비디오 게임 장르